# Opopanax syriacum
Opopanax syriacum är en flockblommig växtart som beskrevs av Pierre Edmond Boissier. Opopanax syriacum ingår i släktet Opopanax och familjen flockblommiga växter. Inga underarter finns listade i Catalogue of Life.